# Inca Garcilaso de la Vega
Inca Garcilaso de la Vega, rodným jménem Gómez Suárez de Figueroa (12. duben 1539, Cusco – 23. duben 1616, Córdoba) byl peruánsko-španělský kronikář a spisovatel, první jihoamerický autor, který se prosadil v Evropě.

## Život a dílo
Narodil se na území dnešního Peru. Jeho otec byl španělským conquistadorem, jeho matka členka incké královské rodiny. Odtud jeho přezdívka El Inca, která se obvykle uvádí i jako součást jeho literárního pseudonymu Garcilaso de la Vega. Jeho prvním jazykem byla kečuánština, mluvil však též skvěle španělsky. Ve 21 letech odcestoval do Španělska (1561), kde prožil zbytek života.
Napsal zde několik významných děl o dějinách jižní Ameriky a conquistě (Historia de la Florida, 1605 a Comentarios Reales de los Incas, 1609). V peruánském hlavním městě Lima je dnes po něm pojmenována univerzita (Universidad Inca Garcilaso de la Vega).